# Элизиариу
Элизиариу (порт. Elisiário) — муниципалитет в Бразилии, входит в штат Сан-Паулу. Составная часть мезорегиона Сан-Жозе-ду-Риу-Прету. Входит в экономико-статистический микрорегион Катандува. Население составляет 2606 человек на 2006 год. Занимает площадь 92,708 км². Плотность населения — 28,1 чел./км².
Праздник города — 9 августа.

## Статистика
- Валовой внутренний продукт на 2003 составляет 31.026.455,00 реалов (данные: Бразильский институт географии и статистики).
- Валовой внутренний продукт на душу населения на 2003 составляет 11.965,47 реалов (данные: Бразильский институт географии и статистики).
- Индекс развития человеческого потенциала на 2000 составляет 0,764 (данные: Программа развития ООН).